# Iwul
Iwul is een bestuurslaag in het regentschap Bogor van de provincie West-Java, Indonesië. Iwul telt 6660 inwoners (volkstelling 2010).